# Для тех, кто свалился с Луны
«Для тех, кто свалился с Луны» — шестой студийный альбом группы «Алиса».
Запись альбома проходила в Москве на ВПТО Видеофильм в 1992 году. В 1993 году «Для тех, кто свалился с Луны» был издан на лейбле Moroz Records, а в 1997 году благодаря фирме «Extraphone» вышел второй вариант в новом оформлении с бонус-треком «Ямщик» (слова Владимира Высоцкого). Кроме того, Moroz Records выпустил на кассетах видео концерт под названием «Для тех, кто свалился с Луны», на котором исполнялись в основном песни из одноимённого альбома.
«Для тех, кто свалился с Луны» не был этапным альбомом. Он имеет мистический оттенок и сделан в духе бродячего балагана. Эпиграфом к альбому стали слова из романа Германа Гессе «Степной волк»: «Только для сумасшедших, плата за вход — разум». Константин Кинчев в одном из интервью сказал, что «Для тех, кто свалился с Луны» написан для людей не от мира сего.

## История создания
Запись «Для тех, кто свалился с Луны» проходила в Москве в студии ВПТО «Видеофильм» под руководством звукорежиссёра Андрея Худякова. Работа началась в феврале 1992 года и могла продолжаться очень долгое время, но в конце осени в студии стали возникать трения, и Андрей Худяков попытался ускорить процесс записи, благодаря чему, вскоре всё было сделано.
В отличие от «Шабаша» аранжировки песен «Для тех, кто свалился с Луны» создавались непосредственно в студии. Во время записи «Алиса» впервые использовала семплерные пачки, из которых потом собиралось многоголосье. Клавишник Андрей Королёв почти всю сессию записи провёл в аппаратной и многое из того, что он там сделал, присутствует на плёнке. «Для тех, кто свалился с Луны» — последний альбом «Алисы», который не проходил мастеринг.
«Для тех, кто свалился с Луны» — последний альбом, в записи которого принимал участие гитарист Игорь Чумычкин. Через несколько месяцев после выхода альбома он выбросился из окна своей квартиры в Москве.
В передаче о концерте «Для тех, кто свалился с Луны» Константин Кинчев сказал, что однажды в полнолуние он шёл на репетицию и начал стремительно падать с этой Луны, а упал так, что повредил себе ребро. После этого он добавил, что в полнолуние начинают проявляться все негативные стороны человеческого характера, бесы начинают свою игру, и если с ними заигрываешься, то неминуемо получаешь по шапке.

## Список композиций
Слова и музыка всех песен — Константин Кинчев.
| №  | Название                       | Длительность |
| -- | ------------------------------ | ------------ |
| 1. | «Театр»                        | 3:48         |
| 2. | «Для тех, кто свалился с Луны» | 5:52         |
| 3. | «Республика»                   | 7:43         |
| 4. | «Камикадзе»                    | 4:49         |

| №  | Название        | Длительность |
| -- | --------------- | ------------ |
| 5. | «Кибитка»       | 6:51         |
| 6. | «Смутные дни»   | 3:51         |
| 7. | «Плач»          | 6:05         |
| 8. | «Пасынок звёзд» | 8:07         |

| №  | Название                                       | Текст песни       | Длительность |
| -- | ---------------------------------------------- | ----------------- | ------------ |
| 9. | «Ямщик» (Идёт между «Кибитка» и «Смутные дни») | Владимир Высоцкий | 7:24         |

## Описание
- «Театр» была написана в Москве (Тёплый стан) зимой 1985 года[5]. Звукорежиссёр Андрей Худяков сказал, что песня специально сделана в механистичном стиле, чтобы достичь образа музыкальной шкатулки, с которой начинается всё дальнейшее действо[4]. Другая аранжировка композиции вошла в альбом «Jazz». Акустический вариант «Театра» можно услышать на сборниках «Акустика 2» и «Акустика 4».
- «Для тех, кто свалился с луны» была написана летом 1985 года в Москве в районе метро «Щёлковская» на улице Парковой в доме № 48[5]. Акустический вариант песни можно услышать на сборнике «Акустика 4».
- «Республика» была написана в декабре 1984 года в Москве (Тёплый стан)[5]. В альбоме перед «Республикой» звучит диалог, слова которого трудно разобрать, Константин Кинчев сказал, этот разговор — маленькая тайна группы, о которой хотелось бы забыть, добавив, что это «рабочий момент» и записано не специально[6]. Ранее Константин Кинчев объяснил название песни: «„Республика Объединённых этажей“ — это дом 184 корпус 2 по проспекту Мира, в народе именуемый как „дом на курьих ногах“. В этом доме я жил с 70-го по 80-й год. Там до сих пор живут мои друзья детства, я бываю там, но не часто»[7]. Акустический вариант песни можно услышать на сборнике «Акустика 4».
- «Камикадзе» была написана летом 1989 года в Подмосковье[5]. На концерте во Франции в 1991 году «Алиса» исполнила песню в совершенно другой аранжировке.
- «Кибитка» была написана весной 1991 года на улице Народного ополчения[5]. Электронный ремикс композиции вошёл в альбом «Геополитика». Также существует концертный вариант песни, исполненный вместе с группой «Бригада С».
- «Смутные дни» была написана летом 1991 года на улице Народного ополчения[5]. В книге «Алиса. 100 страниц» написано, что «а альбоме нет ни одной жёсткой или тяжёлой композиции — разве что закованная в зафузованные рифы темповая вещичка „Смутные дни“»[8]. В 2003 году вышла на концертном диске «Мы Вместе 20 лет LIVE». Исполняя песню на концертах, Константин Кинчев после строчки «Каждый из нас верен земле» добавляет: «Своей земле!».
- «Плач» была написана весной 1991 года на улице Народного ополчения[5]. Считается, что Константин Кинчев посвятил её Дмитрию Ревякину — лидеру группы «Калинов мост»[9][10].
Во время концерта, проходившего в 1992 году в Иерусалиме Константин Кинчев перед песней «Плач» сделал вступление:
«Укрепляйтесь духом ребята, потому что следующая эпоха — это эпоха Духа Святого, а всё находится в вас: Христос оставлял нам Царство Небесное именно в нас, то есть укрепляйтесь духом и помните всем сердцем ту душу, ту женщину… имя ей — Россия. А она сейчас плачет, но плачет светлыми слезами».
- «Пасынок звёзд» была написана весной 1990 года на улице Народного ополчения[5]. В записи можно услышать православный хор, с которым группа познакомилась во время поездки в Иерусалим. Позже хор принял участие в песне «То ли про Любовь, то ли про Беду» из альбома «Чёрная метка».
- В 1996-м году вышел в свет сборник «Странные скачки», в который вошли песни Владимира Высоцкого, исполненные русскими рок-группами. В проекте приняли участие «Алиса», Юрий Шевчук, Калинов мост, Вячеслав Бутусов, Настя, Чиж & Co, Ва-БанкЪ, Чайф, Чёрный Обелиск, СерьГа, НЭП, Трилистник, Спокойной ночи и Tequilajazzz.
Константин Кинчев рассказывал, что петь песни Высоцкого — гиблое дело, так как он обладает мощнейшим набором обертонов[11]. Поэтому лидер «Алисы» выбрал стихотворение «Ямщик» и написал под него музыку. Одно слово стихотворения было изменено, так как Константин Кинчев записывал песню на память и случайно ошибся[11] (вместо слов «незнакомой степи» Кинчев спел «непролазной степи»).

Для альбома также записывалась композиция «Танцевать», однако она не была включена в него, потому что Кинчева не устроил сам электрический вариант.

## Участники записи
- Константин Кинчев — вокал;
- Андрей Шаталин — гитара;
- Игорь Чумычкин — гитара, бэк-вокал;
- Андрей Королёв — клавишные, бэк-вокал;
- Петр Самойлов — бас-гитара, бэк-вокал;
- Михаил Нефёдов — ударные;
- Никита Зайцев — скрипка (5);
- Певчие православных церквей (8).

## Обложка альбома
На официальном сайте группы указано, что автор обложки — Андрей Столыпин. Сам художник в интервью газете «Шабаш» говорил, что не имеет к ней никакого отношения. Известно, что он начинал работать над оформлением и Константин Кинчев одобрил эти эскизы, но после художник покинул группу.
Автором окончательной версии оформления альбома является московский художник Константин Гончаров.
Обложка выполнена в «билибинском» стиле. Вдоль сторон квадрата обложки написано пожелание:

Тем, кому полнолуние наполняет сердца тоской о потерянной Родине и гонит из сонных домов в ночь, чистую, трепетную, вечно юную ночь. Вам цветы — не от мира сего. Вам, упавшие с луны братья и сестры, обращаю я слово своё! Я проведу вас тропою тайны, где на лесных полянах из трав заповедных готовят напиток любви седые колдуны; где берегами рек блестят костры и звенит смех простоволосых девушек; где раз в году, налитой соком, лопается красным всполохом цветок папоротника; где ветер, разгоряченный бешеной пляской, срывает с хороводов одежды и делает танец простым и свободным; где любовь — это только воздух, воздух — верхушки деревьев, да сабли рек где-то там далеко-далеко внизу; где ты — это я. Я — это ты. Там, и только там, — мы вместе!

Была снята неофициальная передача о выпуске альбома, в которой Константин Кинчев рассказал, что этой цитатой начинались все концерты-презентации этого альбома, а сам альбом посвящён «тем, кто чувствует свою связь с потерянной Родиной, то есть ощущает себя на земле эмигрантом и готовится к дальнейшему путешествию, которое не прекращалось никогда».

## Издания
В 1993 году Moroz Records выпустил «Для тех, кто свалился с Луны» на виниле. Альбом стал последним произведением группы, изданным на этом носителе.
Также в 1993 году «Для тех, кто свалился с Луны» был издан на лейбле Moroz Records на компакт дисках и компакт кассетах. Основной тираж был изготовлен в Австрии на заводе DADC. К альбому прилагался буклет на 4 страницы.
Через несколько лет права на издание перешли к фирме Extraphone и в 1997 году на свет появилось новое издание альбома. Основной тираж был изготовлен в Чехии на заводе GZ. К альбому прилагался буклет на 12 страниц. Оформление обложки отличалось от «морозовского» варианта издания 1993 года. Главным отличием стало то, что Extraphone в качестве бонуса включил в «Для тех, кто свалился с Луны» песню «Ямщик», но при этом урезал три песни (Плач, Пасынок Звёзд и Кибитка) в общей сложности на 2,5 минуты.
В июне 2009 года Real Records выпустил переиздание всех студийных альбомов «Алисы» с бонусами, в которое вошёл и «Для тех, кто свалился с Луны».
В 2014 году «Для тех, кто свалился с луны» переиздан Bomba Music на грампластинке, тираж напечатан в Германии.

## Критика
В интервью газете «РК-презент» Константин Кинчев сказал, что из названия можно легко понять философию альбома: он написан для людей не от мира сего:

«А эпиграфом ко всей работе мы взяли слова Германа Гессе: „Только для сумасшедших! Плата за вход — разум“. Поэтому сразу предупреждаю, чтобы родители всячески препятствовали своим детям и не разрешали им покупать нашу пластинку. Потому что, не дай Бог, съедет крыша. Так что те родители, которые заботятся о будущем своих чад, должны не допустить, чтобы их дети услышали наш альбом. Помните: „Плата за вход — разум“».

В книге «Алиса. 100 страниц» «Для тех, кто свалился с Луны» охарактеризован как «изящный и тонкий, словно музыкальная шкатулка из антикварного магазина».
Также в книге указано, что впервые после «Энергии» в альбоме «Алисы» появилось несколько смысловых пластов, а также элементы театра с воображаемыми декорациями и костюмами. Автор считает, что на диске представлена широкая музыкальная палитра: от фольклора до поп-роковых интонаций.
Андрей Бурлака в своей рок-энциклопедии подчеркнул, что альбом вызвал бурные восторги «алисаманов», но гораздо более осторожные оценки рок-прессы.